# Хірургія (оповідання)
«Хірургія» (рос. Хирургия) — оповідання Антона Чехова, вперше опубліковане 1884 року.

## Сюжет
Оповідання написано за життєвими враженнями Чехова, що мав медичну освіту. Сам Чехов пов'язував появу сюжету оповідання з проживанням в місті Воскресенську влітку 1884 року і роботою лікаря в Чикінській земській лікарні. Письменник П. Сергієнко пов'язує виникнення сюжету з акторськими імпровізаціями братів Антона й Олександра Чехових.
Дія оповідання відбувається в земській лікарні. Одного разу лікар поїхав одружеватись, а хворих приймає фельдшер Курятін. У той час до лікарні приходить церковний дяк Вонмигласов, у якого страшенно болить зуб. Оглянувши зуб, Курятін вирішує його видалити. Під крики дячка він довго тягне з рота хворий зуб. Під час цієї процедури фельдшер і пацієнт сваряться. Зрештою почувся хруст і тоді: "отямившись, дячок тиче до рота пальці й на місці хворого зуба знаходить два виступи, що стирчать".

## Історія публікації
Оповідання А. П. Чехова «Хірургія» було написане в серпні 1884 року. Вперше опубліковане в гумористичному літературно-художньому щотижневому журналі «Осколки» № 32 11 серпня 1884 року з підзаголовком «Сценка» та підписом А. Чехонте.
У 1886 році оповідання було включене до збірника «Строкаті оповідання», надалі зі стилістичними виправленнями включене до зібрання творів Чехова, видаване А. Ф. Марксом. Для зібрання творів А. П. Чехов замінив в оповіданні частину просторічних слів на літературні.
За життя Чехова оповідання було перекладене болгарською, польською та сербсько-хорватською мовами.

## Переклади українською
Оповідання «Хірургія» увійшло до першого тому тритомного зібрання перекладів Чехова українською мовою, що вийшло 1930 року у видавництві Книгоспілка. Перекладач — Дмитро Тась.